# إمسكر (إيموزار)
إمسكر هي إحدى مشيخات المملكة المغربية، تتبع جغرافيا لعمالة أكادير إدا وتنان وإداريًا لإيموزار. يقدر عدد سكانها بـ 744 نسمة حسب الإحصاء الرسمي للسكان والسكنى لسنة 2004.